# Quận Clare, Michigan
Quận Clare một quận thuộc tiểu bang Michigan, Hoa Kỳ. Quận lỵ đóng ở Harrison6. Theo điều tra dân số năm 2000 của Cục điều tra dân số Hoa Kỳ năm 2000, quận có dân số 31.352 người.

## Địa lý
Theo Cục điều tra dân số Hoa Kỳ, quận có diện tích km2, trong đó có km2 là diện tích mặt nước.

### Quận giáp ranh
- Quận Roscommon (đông bắc)
- Quận Gladwin (đông)
- Quận Isabella (nam)
- Quận Osceola (tây)
- Quận Missaukee (tây bắc)